# Windows 365
Windows 365是微软公司发布的云端电脑（Cloud PC）。
2021年8月，微软正式发布Windows 365云电脑，用户可以随时随地通过Web浏览器或者远程桌面应用程序访问个性化Windows 10/11桌面，且配置弹性，任何设备都能使用，包括iOS、安卓、Linux、Mac等。

## 價格
Windows 365分為商務版和企業版。根據公開價目表，最基本組態為1vCPU、2GB RAM、64GB雲端儲存及12GB對外連線頻寬，每月20美元。這項服務支援網頁版Office App、Outlook和OneDrive。最高組態則為8vCPU、32GB RAM、512GB，每人月費162美元。所有組態都提供長達60天的免費試用期。
Windows 365商務版本不需其他授權，即可在Windows365.com網站上購買，購買完成後即可啟用。不需網域即可設定帳號，且以windows365的管理網站（https://windows365.microsoft.com/）管理Cloud PC。Windows 365 商務版最多可購買300人授權。
至於Windows 365 Enterprise則需具備Windows 10 Enterprise、Windows 11 Enterprise、Microsoft Endpoint Manager和Azure Active Directory P1授權。在以管理網站買得授權後，Windows 365 Enterprise中的Cloud PC就可以微軟裝置管理員Endpoint Manager管理及調用。以Windows 365 Enterprise版本來說，企業版可以採購無上限的用戶授權。